# Kuki-Chin-Naga-Sprachen
Die Kuki-Chin-Naga-Sprachen bilden eine große Untergruppe der tibetobirmanischen Sprachen, eines Primärzweiges des Sinotibetischen. Die etwa 70 Sprachen werden von 5,2 Millionen Menschen hauptsächlich in Nordost-Indien gesprochen. Kuki-Chin-Naga besteht aus mehreren Untergruppen, die allgemein anerkannte genetische Einheiten bilden: dem Mizo-Kuki-Chin, Ao-Naga, Angami-Pochuri-Naga, Zeme-Naga, Tangkhul-Naga und den bedeutenden Einzelsprachen Meithei (Manipuri) und Karbi (Mikir). Außer Meithei und Karbi sind Mizo (Lushai), Angami und Tangkhul größere Sprachen dieser Gruppe.

## Klassifikation und Untereinheiten
- Sinotibetisch
  - Tibetobirmanisch
    - Kuki-Chin-Naga
      - Mizo-Kuki-Chin (2,3 Mio. Sprecher)
      - Ao-Naga (300 Tsd.)
      - Angami-Pochuri-Naga (450 Tsd.)
      - Zeme-Naga (150 Tsd.)
      - Tangkhul-Naga (150 Tsd.)
      - Meithei oder Manipuri (1,3 Mio.)
      - Karbi oder Mikir (500 Tsd.)